# Дракула: Мртав и вољен
Дракула: Мртав и вољен (енгл. Dracula: Dead and Loving It) америчка је готска хорор комедија, са елементима филмске пародије из 1995. године у режији Мела Брукса, по његовом и сценарију Рудија Де Луке и Стива Хабермана, а насловну улогу тумачи Лесли Нилсен.
Мел Брукс се појављује као др Ван Хелсинг. Остале звезде филма су Стивен Вебер, Ејми Јасбек, Питер МекНикол, Харви Корман и Ен Бенкрофт.
Филм прати класик Дракулу (1931), са Белом Лугосијем у главној улози, у одступањима од романа. Његов визуелни стил и производне вредности подсећају на Хамер Хорор филмове. Пародира, између осталих филмова, Неустрашиве убице вампира (1967) и Дракула Брема Стокера (1992).

## Радња
Радња филма пародира радњу романа „Дракула” Брема Стокера. Ренфилд одлази у Трансилванију код грофа Дракуле, који га хипнотише и претвара у свог роба, након чега одлази из Трансилваније у опатију Карфакс, где почиње да се понаша нечувено.
Луси постаје његова прва жртва. Дракула је посети два пута. Први пут гроф у облику слепог миша лети кроз прозор. Девојчица губи половину крви и не може ни да устане. Затим је, по савету професора Ван Хелсинга, смештају у другу просторију и окружују белим луком. Дракула ослобађа Ренфилда и даје му упутства да уклони бели лук, али се он одаје. Као резултат тога, сам Дракула, уз помоћ хипнозе, тера девојку да изађе и убија је. Одлучује да уради исто са Мином. У међувремену, Луси васкрсава и почиње да живи вампирским животом. На срећу, професор и Харкер је убију. Исте ноћи, Дракула спроводи свој лукави план. После дуге и мучне расправе, гроф киднапује Мину, а затим је уједе. Следећег јутра, Ван Хелсинг открива угриз на Минином врату.
Професор предлаже да организује бал (и упушта се у вербални двобој древним молдавским речима са грофом). На балу изненада отварају огледало и схватају да је Дракула вампир. Гроф трчи са Мином у напуштену капелу (схвата да ће га тражити у његовој опатији). Ренфилд га нехотице назива „господар”. Неубедљива обмана не успева, и он улази у камеру (међутим, само на неколико секунди). Пустили су га, Ренфилд бежи не осврћући се (побркавши трагове, не напуштајући зграду) до капеле (због чињенице да је овај филм пародија, Ренфилд је, за разлику од оригиналног романа, невероватно глуп). Дракула га дави и одлази. Сјуард, Харкер и Ван Хелсинг сустижу. Следи мала битка, у којој је гроф умало поразио народ. Одједном је почела зора, професор отвара прозор и приморава вампира да се сакрије. Али одједном Ренфилд отвара шибер, покушавајући да помогне „господару”, али га убија. Касније, он скупља пепео и утискује насмејано лице у њих, покушавајући да постане Сјуардов роб. Професор Ван Хелсинг такође завршава вербални дуел са Дракулом. Међутим, у филму постоји нека врста „ускршњег јајета” – након завршетка финалних шпица, у мраку се чује тихи смех грофа Дракуле који каже последњу реч, као да побеђује у дуелу са редитељем Мелом Бруксом, који је играо улогу Ван Хелсинга.